# ASTRI
ASTRI (Astrofisica con Specchi a Tecnologia Replicante Italiana) è un progetto del Ministero dell'Istruzione, dell'Università e della Ricerca (MIUR) relativo alla prossima generazione di IACT (Imaging Atmospheric Cherenkov Telescope) all'interno del progetto CTA (Cherenkov Telescope Array).

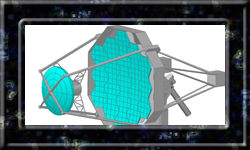
Vista artistica del telescopio

In questo contesto, l'INAF (Istituto Nazionale di Astrofisica) sta sviluppando un progetto innovativo per permettere lo studio della parte più energetica dello spettro elettromagnetico (da pochi TeV a centinaia di TeV).
ASTRI, previsto per una durata di circa 4 anni con possibile estensione di altri 2, comprende lo sviluppo, l'installazione e la calibrazione di un prototipo del telescopio di piccole dimensioni (uno dei tre tipi di telescopi previsti all'interno del progetto CTA) e, successivamente, un mini-array di 5 telescopi prototipali da installare nel sito sud di CTA qualche anno prima della realizzazione dell'array principale.
I prototipi ASTRI utilizzeranno uno schema ottico a doppia riflessione in configurazione Schwarzschild-Couder, che permette di mantenere su un grande campo (10°) una risoluzione angolare adeguata.
Nei piani focali verranno montati rivelatori in grado di produrre immagini di alta qualità grazie all'utilizzo di piccoli sensori, quali i Fotomoltiplicatori al Silicio (SiPM).
Si noti che ASTRI produrrà per la prima volta un telescopio basato sulla configurazione ottica Schwarzschild-Couder a doppia riflessione per ottenere immagini dei lampi di luce Cherenkov prodotti dall'interazione dei fotoni con l'atmosfera.

## Informazioni sul Progetto ASTRI

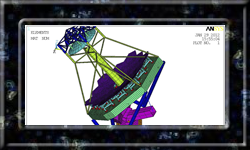
Valutazione preliminare del comportamento della struttura del telescopio per mezzo dell'Analisi agli Elementi Finiti (FEA)

Le tecnologie, gli studi e i componenti prodotti nell'ambito del programma ASTRI sono sviluppati per affrontare e risolvere le problematiche tecnologiche legate all'implementazione del CTA. Il budget allocato per il progetto ASTRI coprirà:
- la realizzazione di un prototipo end-to-end di un piccolo telescopio in configurazione a due specchi, completo di struttura meccanica, movimentazione e controllo, completo di rivelatore e sistema di acquisizione dati. Questo telescopio sarà installato in Sicilia nel sito INAF di Serra La Nava, sul Monte Etna;
- la realizzazione di un mini-array di 5 telescopi prototipali da installare nel sito sud di CTA;
- il supporto a tutte le attività dell'INAF relative al CTA e necessarie alla finalizzazione degli aspetti tecnologici, ed al raggiungimento dei requisiti scientifici, quali il software per la guida del telescopio, la simulazione Monte Carlo e l'analisi dei dati.

Grazie all'esperienza dell'INAF e ai prodotti di alta qualità forniti dalle industrie italiane, ASTRI si focalizzerà sulla produzione degli specchi basati sulla tecnica di replica e sulla realizzazione dei sensori e della relativa parte elettronica.
Le prestazioni e l'affidabilità delle tecnologie sviluppate in ASTRI, in vista dei requisiti scientifici e tecnici del CTA, verranno provati durante la costruzione del prototipo end-to-end in Sicilia e del mini-array nel sito sud di CTA. Il prototipo potrebbe essere poi replicato in altre 60 unità per comporre l'intero array ad Alta Energia di CTA..
Questo porterebbe sicuramente a ritorni positivi per le industrie italiane coinvolte.

## Specchi

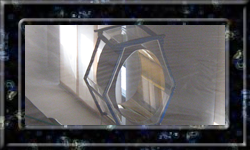
Piegatura del vetro secondo il profilo dell'anello esterno dello specchio primario del telescopio

L'industria italiana, grazie all'INAF, è oggi leader nella costruzione di specchi a tecnologia replicante sia per i telescopi spaziali, in particolare per l'astronomia a raggi X, che per quelli terrestri.
I fondi destinati ad ASTRI stanno permettendo il consolidamento delle tecnologie per ottenere specchi ottici con costi contenuti e di alta resistenza, anche con profili asferici. Gli specchi saranno basati sulle tecniche di:
- “formatura a freddo”, per gli specchi con curvatura moderata;
- “formatura a caldo”, per gli specchi con curvatura pronunciata;
- replica per elettroformatura di nichel a partire da supporti precedentemente costruiti.

Le tecnologie verranno sviluppate dall'Osservatorio astronomico di Brera con il coinvolgimento di partner industriali anche utilizzando i risultati di un recente progetto che ha portato alla realizzazione dello specchio (segmentato) di 17 m di diametro del telescopio MAGIC II in collaborazione con la ditta Media Lario Technologies.
La tecnica utilizzata è stata la formatura a freddo di fogli sottili in vetro. Il substrato scelto ha una struttura meccanica a sandwich, che conferisce rigidità e bassa densità areale. Un sottile foglio di vetro viene curvato e fatto aderire ad uno stampo con una forma ben definita. Il pannello completo viene assemblato incollando una struttura centrale rinforzata ed un secondo foglio sottile di vetro. Dopo che la colla si è polimerizzata, il pannello viene rilasciato e si procede a ricoprirlo con un film riflettente che fornisce anche protezione contro gli agenti atmosferici.

## Sensori ed elettronica

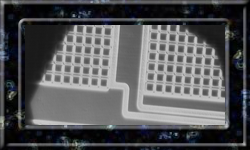
Nano-immagine dei sensori in silicio

ASTRI raggiungerà un altro importante obiettivo: l'uso di sensori in silicio veloci di tipo SiPM (Silicon Photo Multiplier), una nuova tecnologia che sostituirà quella attuale dei fotomoltiplicatori (PMTs).
Poiché la configurazione ottica Schwarzschild-Couder diminuisce sensibilmente la superficie focale, per mantenere i valori di risoluzione angolare richiesti dal progetto è necessario utilizzare rivelatori segmentati in pixel di pochi millimetri quadrati.
I fotomoltiplicatori usati nel passato, sebbene rispondano abbastanza bene ai requisiti scientifici e tecnici dei telescopi Cherenkov, hanno costi elevati.
Dall'altra parte, tra i sensori di luce innovativi, disponibili sul mercato, caratterizzati da buona sensibilità nella banda dei 300-700 nm, risposta temporale veloce e dimensione di pixel adatta, i Silicon PhotoMultiplier (SiPM) rappresentano una valida alternativa. Inoltre, l'utilizzo di tali sensori è interessante anche per il settore medicale.
All'INAF-IASF di Palermo, in collaborazione con l'Osservatorio di Catania, è in corso un'intensa attività per definire il rivelatore in tutti i suoi aspetti più rilevanti. Un modello meccanico tridimensionale è in fase avanzata di sviluppo mentre in parallelo procede un'intensa campagna di caratterizzazione dei sensori anche con il supporto di INAF-IASF di Milano e dell'Osservatorio di Capodimonte.

## Prototipi di Small Size Telescope (SST)

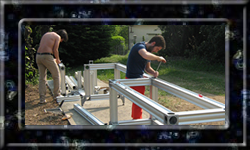

Il prototipo di uno Small Size Telescope che soddisfi i requisiti CTA sarà montato e provato nella sede di Serra la Nave dell'Osservatorio di Catania a partire dall'ottobre 2013.
Nel maggio 2017 il prototipo di Serra la Nave ha avuto la sua prima luce.
Tra dicembre 2018 e gennaio 2019 sono state condotte delle osservazioni sulla Nebulosa Granchio, come fase di verifica del telescopio, per un arco di 29 ore. Nonostante le limitazioni provocate dalle eruzioni del vicino Etna e dalle telecamere ancora in fase di valutazione, si è riuscito a rilevare la nebulosa con una significatività di 5,4 s e sopra una soglia di energia di circa 3,5 TeV.